# Jörgen Johansson (politiker)
Jörgen Mauritz Johansson, född 26 september 1947 i Arboga, död 13 juni 2010 i Arbogabygdens församling, Västmanlands län, var en svensk politiker (centerpartist) från Arboga i Västmanland. Han var riksdagsledamot 2002–2010. I riksdagen var han ledamot i skatteutskottet 2004–2010 och suppleant i bostadsutskottet och finansutskottet.
Johansson gick med i Centerpartiet 1965 och var inom partiet ordförande i såväl Arboga kommunkrets som i det västmanländska distriktet under 19 år. Han hade en bakgrund som såväl kommunalråd som landstingsråd.
Jörgen Johansson växte upp dels i Arboga, dels i Västra Skedvi i nuvarande Köpings kommun. Efter byggnadsingenjörsexamen arbetade han inom bygg- och anläggningssektorn och slutade 1985 som avdelningschef och började som heltidspolitiker. Under 1970-talets andra hälft och fram till 1986 var han ordförande för Centerpartiet i Arboga och blev 1986 distriktsordförande under de kommande 19 åren. Han valdes in 1973 i kommunfullmäktige i Arboga kommun och Västmanlands läns landsting. Hans kommunala uppdrag var inriktade på teknik och ekonomi där hans ledamotskap i kommunstyrelsen och ordförandeskap i kommunens tekniska nämnd under 15 år varit mest framträdande. Inom landstinget blev han redan 1976 ledamot av dåvarande förvaltningsutskottet, sedermera landstingsstyrelsen, och var kvar i den rollen fram till 2002.
Johansson hade ett otal uppdrag i styrelser och nämnder inom den offentliga sektorn och dess företag samt inom landstingsförbundet. Där i dess styrelse och som ordförande i regionprogrammet under 1990-talets första hälft. Inom landstinget var Johansson en drivande politiker i samband med strukturomvandlingarna i vården på 1990-talet. Bland annat var han en av förgrundsfigurerna i skapandet av det västmanländska familjeläkarsystemet. Det innebar bland annat den största privatiseringen av svensk sjukvård vid den tidpunkten.
I riksdagen kretsade Johanssons inriktning kring finans- och skattefrågor. Han var talesperson för skattefrågor samt kommunalekonomiska frågor. Därutöver hade Johansson styrelseuppdrag i Boverket, Hälso- och sjukvårdens ansvarsnämnd, Almi Västmanland, polisstyrelsen i Västmanlands län och Västmanlands lokaltrafik för att nämna några.
Johansson kompletterade under åren sin ingenjörsutbildning med vidareutbildning inom områdena miljö, juridik, genuskunskap och demokratifrågor. Han hade företag som sidoverksamhet.
Efter sitt frånfälle ersattes Johansson av Christer Eriksson som ny ordinarie ledamot i riksdagen.